# Ȼ
Cette page contient des caractères spéciaux ou non latins. S’ils s’affichent mal (▯, ?, etc.), consultez la page d’aide Unicode.
Ne doit pas être confondu avec C rayé ‹ Ꞓ ›, Cedi ‹ ₵ ›, Cent (monnaie) ‹ ¢ ›, ou Colon salvadorien ‹ ₡ ›.
« C barré » redirige ici. Pour la notation musicale, voir Alla breve.
Ȼ (minuscule ȼ), ou C barré est une lettre additionnelle formée d'un C diacrité par une barre inscrite oblique et utilisée dans l’écriture du kutenai et du saanich, dialecte du salish des détroits.

## Utilisation
Le c barré ‹ ȼ › est utilisée dans l’écriture du kutenai et sa majuscule ‹ Ȼ › dans l’écriture du saanich, dialecte du salish des détroits.
Le c barré ‹ ȼ › a aussi été utilisée dans certains alphabets phonétiques américanistes pour représenter la consonne fricative dentale voisée /ð/ dans l’alphabet de John Wesley Powell et la consonne fricative dentale sourde /θ/ dans l’alphabet de Franz Boas.
En purépecha au Mexique, le c barré ‹ ȼ › a été utilisé dans l’alphabet tarasque utilisé dans le programme d’alphabetisation débuté en 1939.
En biologie, ȼ (c barré minuscule) est le symbole utilisé pour « cellule ».

## Représentations informatiques
Cette lettre possède les représentations Unicode (Latin étendu – B) suivantes :
| formes    | représentations | chaînes de caractères | points de code | descriptions                    |
| --------- | --------------- | --------------------- | -------------- | ------------------------------- |
| capitale  | Ȼ               | Ȼ                     | U+023B         | lettre majuscule latine c barré |
| minuscule | ȼ               | ȼ                     | U+023C         | lettre minuscule latine c barré |